# Димитър Трайков (опълченец)
Вижте пояснителната страница за други личности с името Димитър Трайков.
Димитър (Димитри) Трайков (Трайкович) Георгиев е български опълченец (1877 – 1878)  от Македония.

## Биография
Роден е около 1845 (или в 1852) година в село Куклица, Кумановско, тогава в Османската империя, днес в Северна Македония.
Постъпва в Българското опълчение на 16 май 1877 година, зачислен е в V дружина, II рота. В битката при Стара Загора на 19 юли същата година е ранен. Оздравява на 22 ноември, а на 28 декември 1877 година, сражавайки се при Шейново за овладяване на турския укрепен лагер, отново е ранен. Уволнен е от служба на 22 юни 1878 година.
Награден е със Знака за отличие на военния орден „Свети Георги“.
След Освобождението остава в Свободна България, живее в Самоков и в София. В Самоков е спомоществовател за издаването на спомените за войната на руския офицер Фьодор Де Прерадович, излезли в 1884 година.
Служи в Трети конен полк, 1-ви ескадрон, от 20 септември 1885 до 1 януари 1886 година. Участва в Сръбско-българската война: във военните походи и сраженията при Бродник, Сливница и Пирот. След това е младши полицейски стражар в Самоковското околийско управление, а след преместването си в София е младши пеши стражар от 2-ри полицейски участък.
През 1923 година е обявен за почетен гражданин на Габрово заедно с останалите живи по това време опълченци, известни на габровци.
Умира на 10 февруари 1929 година в София.